# Općina Bitolj
Općina Bitolj (mak.: Битола) je jedna od 80 općina Sjeverne Makedonije koja se prostire na jugu Sjeverne Makedonije. Upravno sjedište ove općine je grad Bitolj, ova se općina zemljopisno smjestila na jugozapadnom dijelu doline Pelagonija.

## Zemljopisne osobine
Općina Bitolj graniči s općinama: Demir Hisar na sjeveru, Mogila sa sjeveroistoka, Resen sa zapada i Krivogaštani s jugoistoka te Grčkom na jugu.
Ova općina prostire se po najvećoj sjevernomakedonskoj dolini Pelagonija, u njoj se nalaze i najviši planinski vrhovi Baba Planine. Najveći vodotok u Općini je rijeka Crna.

## Stanovništvo
Ova općina ima 122.173 stanovnika od kojih 95.385 živi u sjedištu općine u Bitolju, ostatak živi na selu.
Po zadnjem popisu stanovnika u ovoj Općini većinu stanovnika tvorili su
Makedonci - 88,7 %  (84.616), drugi po brojnosti su Albanci s 4,36 % (ili 4164), Roma ima 2,73 % (2613), Turaka ima 
1,69 % (1610), Bosanaca[nedostaje izvor] 0,03 % (21), Srba 0,57 % (541), Vlaha 1,34 % (1270) te svih ostalih 0,58 % (550).
Tijekom zadnjih teritorijalnih promjena ustroja Republike Makedonije 2003. godine Općini Bitolj pripojene su dvije ruralne općine Općina Bistrica i Općina Capari. Bez ove dvije dodane općine broj stanovnika bio je 86.176.

### Naselja u Općini Bitolj
Ukupni broj naselja u općini je 66, od toga je 65 sela i jedan grad Bitolj.

## Vanjske poveznice
- Službene stranice Općine Bitolj
- Stranice Općine Bitolj na stranicama resornog ministarstva Makedonije  Arhivirana inačica izvorne stranice od 8. rujna 2006. (Wayback Machine)
- Službene turističke stranice Bitolja